# PGC 45884
LEDA/PGC 45884 (auch NGC 5012A) ist eine Balken-Spiralgalaxie vom Hubble-Typ SBdm im Sternbild Coma Berenices am Nordsternhimmel. Sie ist schätzungsweise 115 Millionen Lichtjahre von der Milchstraße entfernt und hat einen Durchmesser von etwa 100.000 Lichtjahren. Wahrscheinlich bildet sie gemeinsam mit NGC 5012 ein gravitativ gebundenes Galaxienpaar. Gemeinsam mit NGC 5012 und NGC 5016 bildet sie die kleine Galaxiengruppe LGG 336.